# Walter Nigg
Walter Nigg (Gersau, 6 gennaio 1903 – Dänikon, 17 marzo 1988) è stato un teologo riformato svizzero.
Nigg fu professore di storia della Chiesa a Zurigo. Egli è famoso per le sue biografie di santi, tema non certo usuale in ambito protestante. Nigg riteneva per l'appunto che anche e forse proprio per le necessità dell'epoca moderna si dovrebbero riscoprire le figure dei santi, i quali non possono essere ritenuti un'esclusiva del cattolicesimo. 

## Opere (selezione)
- Die Kirchengeschichtsschreibung. Grundzüge ihrer historischen Entwicklung; München (Beck) 1934
- Das ewige Reich. Geschichte einer Hoffnung; 2. überarb. Aufl.; Zürich (Artemis) 1954
- Von Heiligen und Gottesnarren; München (Herder) 1960
- Buch der Ketzer; 5.Aufl.; Zürich (Artemis) 1970
- Große Heilige; Zürich (Artemis) 1974
- Vom Geheimnis der Mönche; Zürich (Diogenes) 1990 ISBN 3257218443
- Vincent van Gogh: Der Blick in die Sonne; Zürich (Diogenes) 2003 ISBN 3257063482